# Cyanoptila cumatilis
El papamoscas de Manchuria o papamoscas de Zappey (Cyanoptila cumatilis) es una especie de ave paseriforme de la familia Muscicapidae propia del este de Asia. Anteriormente se consideraba una subespecie del papamoscas azul.

## Distribución y hábitat
Es un pájaro migratorio que cría en China, en una franja desde el interior hasta el noreste, y migra al sur para pasar el invierno en la península malaya, Sumatra y Java. 